# Ričard Karlovič Maak
Ričard Karlovič Maak o Ričard Otto Maak (in russo Ричард Карлович Маак?; Kuressaare, 4 settembre 1825 – San Pietroburgo, 25 novembre 1886) è stato un naturalista, botanico ed esploratore russo.
È famoso soprattutto per l'esplorazione dell'Estremo Oriente russo e della Siberia, in particolare delle valli dei fiumi Ussuri e Amur. Scrisse alcune delle prime descrizioni scientifiche della storia naturale della Siberia e raccolse molti campioni biologici, molti dei quali appartenenti a specie allora sconosciute.
Dal punto di vista etnico Maack era un estone, ma al tempo l'impero russo controllava questo Stato. Fu membro del ramo siberiano della Società geografica russa.

## Biografia

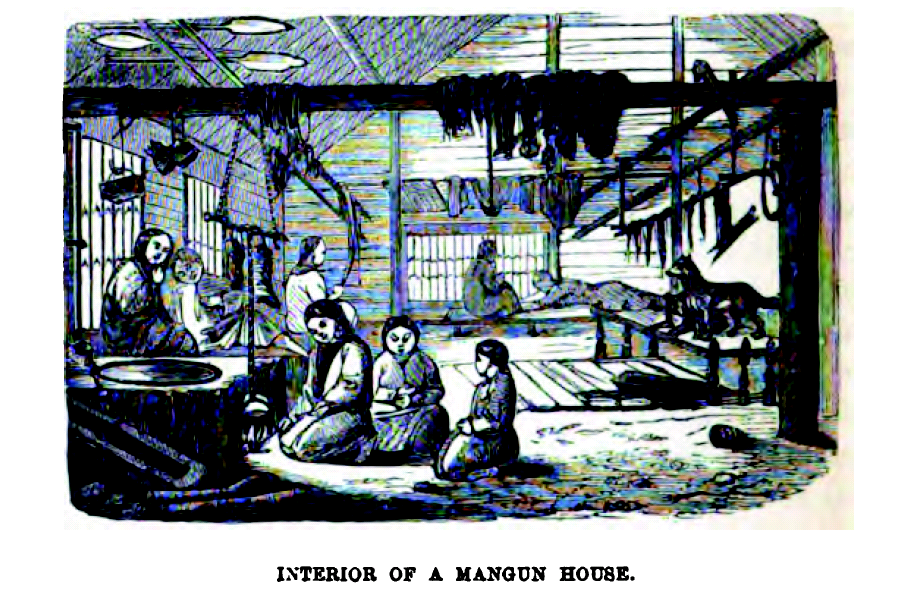
"Interior of a Mangun House", disegno di R. Maack

Studiò scienze naturali presso l'università statale di San Pietroburgo. Nel 1852 divenne professore di scienze naturali presso il ginnasio di Irkutsk, prima di diventarne direttore. Dal 1868 al 1879 fu sovrintendente di tutte le scuole della Siberia settentrionale.
Negli anni 1850 intraprese numerose spedizioni in Siberia comprese quelle nelle valli dell'Amur (1855–1856) e dell'Ussuri (1859). Partecipò alla prima spedizione della Società geografica russa (1853–1855) per la descrizione dell'orografia, della geologia e della popolazione dei bacini di Viljuj e Chona.
A lui si deve la scoperta della Syringa reticulata var. amurensis, contemporaneamente ma indipendentemente da Karl Maximovich.

## Piante che portano il suo nome
Maack è famoso per aver raccolto specie sconosciute. Molte di quelle che trovò sull'Amur portano il suo nome.
- Maackia amurensis
- Lonicera maackii
- Prunus maackii
- Iris maackii

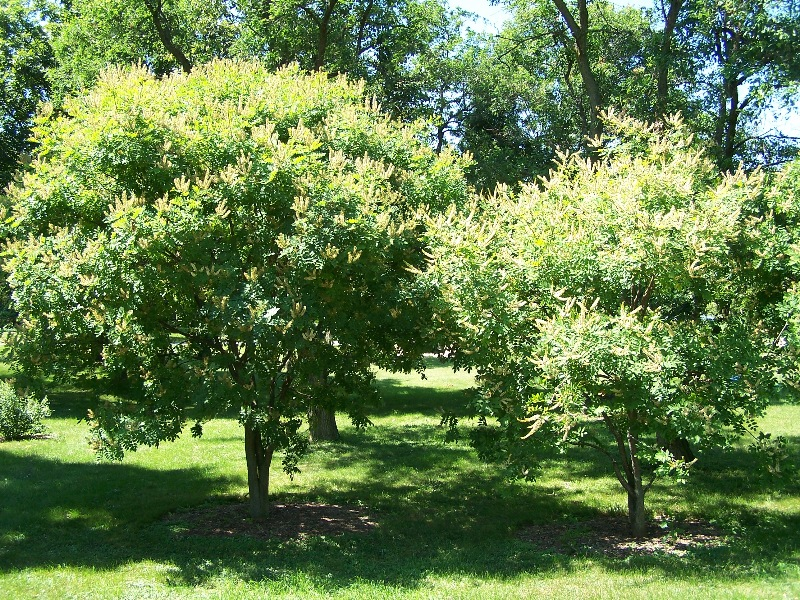
La Maackia amurensis è un piccolo albero.
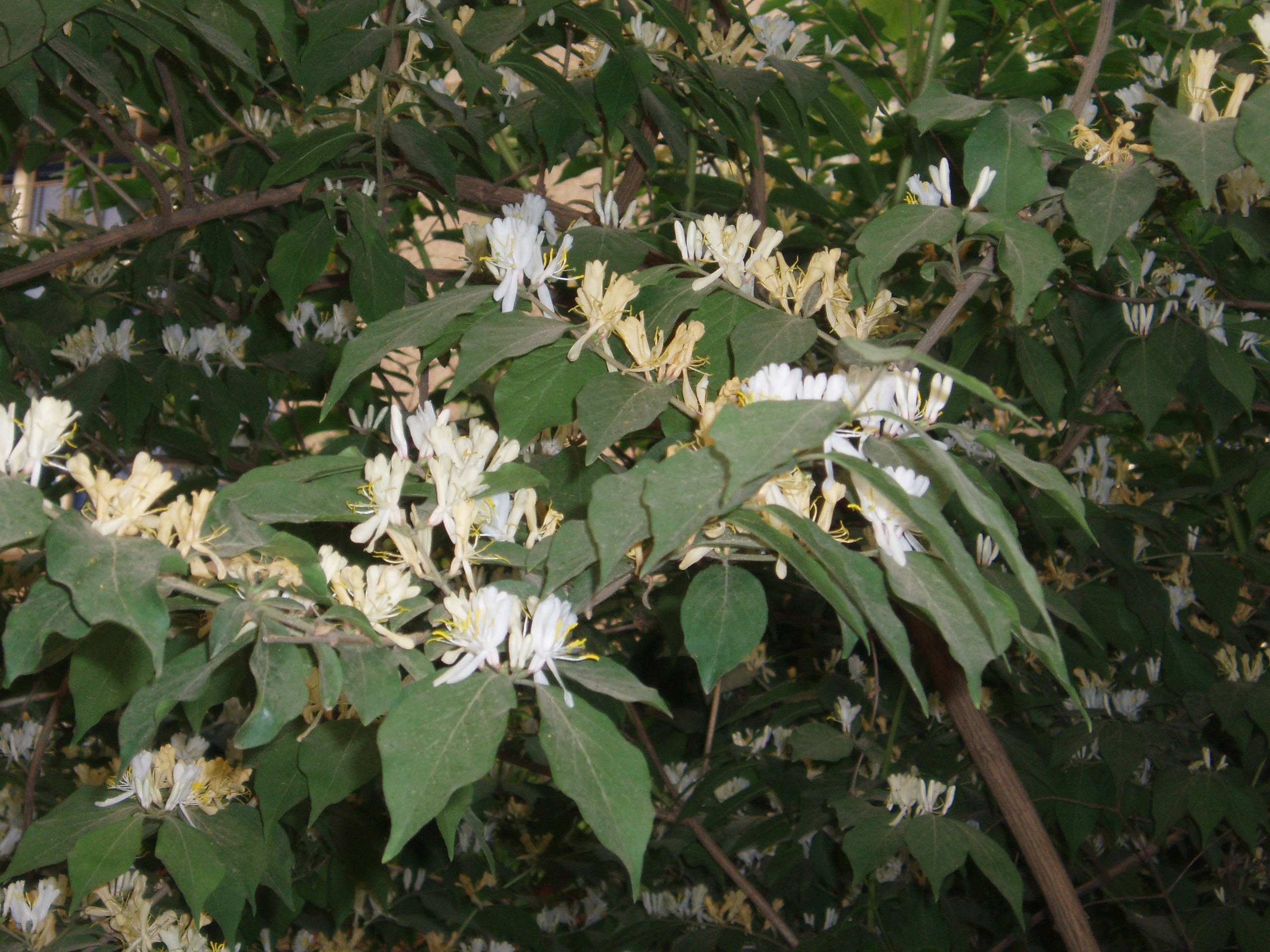
Lonicera maackii
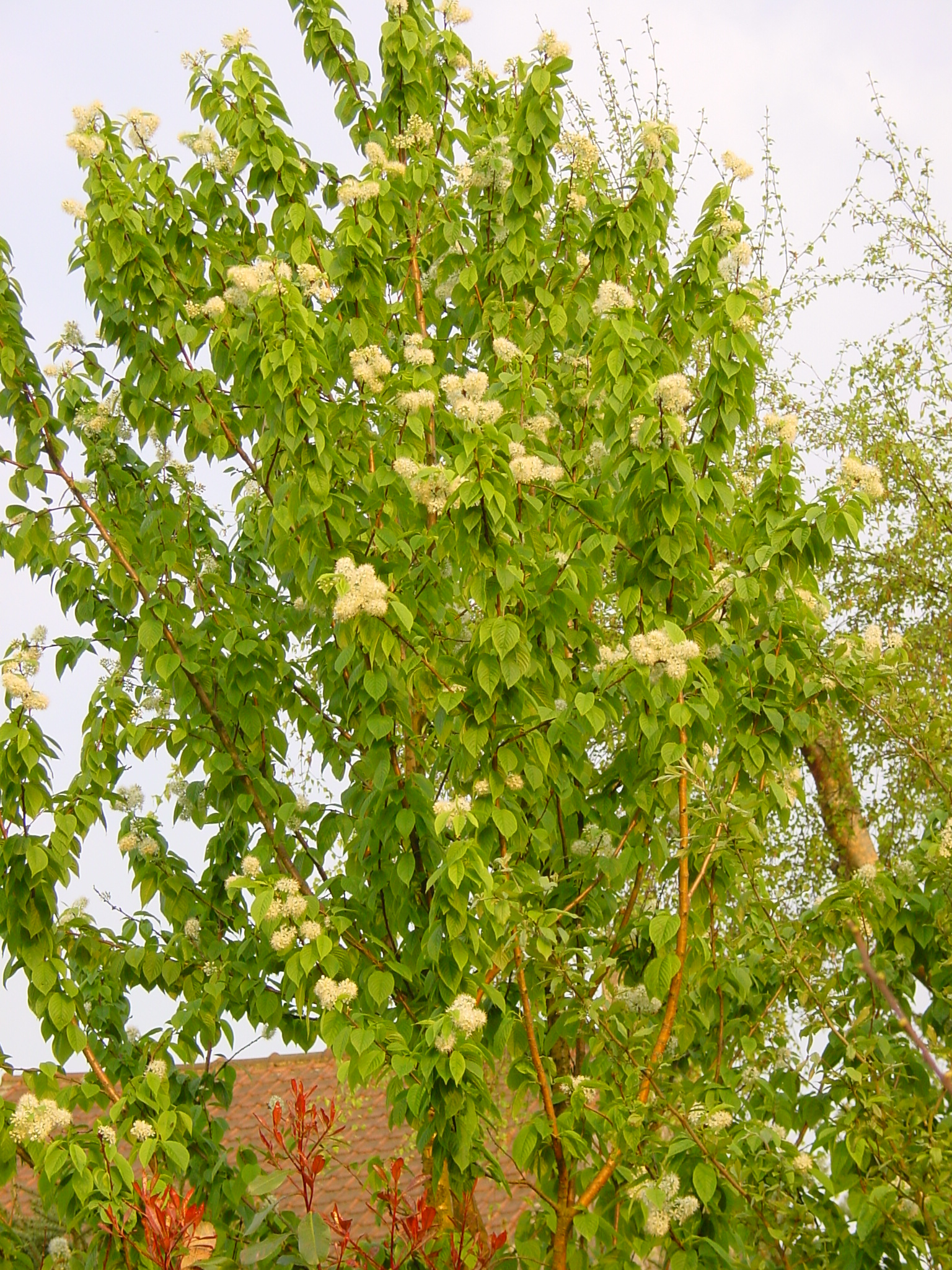
Il Prunus maacki è un piccolo alberoi.

## Piante a cui ha dato il nome
- Nymphaea tetragona, var. wenzelii (Maack) F.Henkel et al.
- Pleopeltis ussuriensis, Regel & Maack
- Rubia chinensis, Regel & Maack

## Opere
- Puteshestvie na Amur/Путешествие на Амур (Viaggi sull'Amur). 1859. San Pietroburgo.
- Puteshestvie po doline ryeki Ussuri/Путешествие в долину реки Уссури (Viaggio nella valle dell'Ussuri). 1861 San Pietroburgo.
- Вилюйский округ Якутской области (1877–86)
- Очерк флоры Уссурийской страны (Estratto della flora dell'Ussuri) 1862.
- Енисейская губерния (Provincia dello Yenisei).